# 纳波省
納波省（西班牙語：Provincia de Napo），是厄瓜多爾中部的一個省，屬於安第斯山脈到亞馬遜盆地的過渡地帶。面積13,271平方公里，2001年人口79,139人。首府特納。
1859年12月22日建省，1989年蘇昆比奧斯省分出，1998年奧雷亞納省分出。下分五市。得名於流經當地的納波河。
1. ↑  Citypopulation.de Population and area of Napo Province
2. ↑  Villalba, Juan. . Scribd.   [2019-02-05] （西班牙语）.